# Wit-Rusland op de Paralympische Zomerspelen 2012
Wit-Rusland was aanwezig op de Paralympische Zomerspelen 2012 in Londen. Voor het land deden er 33 sporters mee, uitkomend in zeven verschillende sporten. Er werden negen medailles gewonnen, het slechtste resultaat voor Wit-Rusland tot dusver op de Paralympische Zomerspelen. Wel werd er evenveel goud gewonnen als in Beijing 2008 en in Sydney 2000. Alle vijf de gouden medailles werden gewonnen door zwemmer Ihar Boki.

## Medailleoverzicht
| Medaille | Naam              | Sport    | Onderdeel                     |
| -------- | ----------------- | -------- | ----------------------------- |
| Goud     | Ihar Boki         | Zwemmen  | 100 meter vrije slag S13 (m)  |
| Goud     | Ihar Boki         | Zwemmen  | 400 meter vrije slag S13 (m)  |
| Goud     | Ihar Boki         | Zwemmen  | 100 meter vlinderslag S13 (m) |
| Goud     | Ihar Boki         | Zwemmen  | 100 meter rugslag S13 (m)     |
| Goud     | Ihar Boki         | Zwemmen  | 200 meter wisselslag SM13 (m) |
| Zilver   | Ihar Boki         | Zwemmen  | 50 meter vrije slag S13 (m)   |
| Zilver   | Uladzimir Izotau  | Zwemmen  | 100 meter schoolslag SB12 (m) |
| Brons    | Anna Kaniuk       | Atletiek | Verspringen F11/12 (v)        |
| Brons    | Aliaksandr Subota | Atletiek | Hink-stap-springen F46 (m)    |
| Brons    | Liudmila Vauchok  | Roeien   | Skiff ASM1x (v)               |

## Deelnemers en uitslagen
Legenda
- =PB = Evenaring persoonlijk record
- DNF = Niet gefinisht
- m = Meter
- PB = Persoonlijk record
- PR = Paralympisch record
- Pres = Prestatie
- Q = Gekwalificeerd voor de volgende ronde
- q = Gekwalificeerd voor de volgende ronde als tijdsnelste, of als een van de tijdsnelsten
- QB = Gekwalificeerd voor de B-finale
- WR = Wereldrecord

### Atletiek
Mannen
| Naam              | Onderdeel              | Series | Series | Halve finale | Halve finale | Finale     | Finale |
| Naam              | Onderdeel              | Pres   | Rang   | Pres         | Rang         | Pres       | Rang   |
| ----------------- | ---------------------- | ------ | ------ | ------------ | ------------ | ---------- | ------ |
| Siarhei Burdukou  | Hink-stap-springen F12 |        |        |              |              | 14.19 m PB | 4e     |
| Ihar Fartunau     | Verspringen F13        |        |        |              |              | 5.99 m     | 8e     |
| Siarhei Hrybanau  | Kogelstoten F11/12     |        |        |              |              | 13.65 m    | 6e     |
| Aliaksandr Subota | Verspringen F46        |        |        |              |              | 6.06 m     | 8e     |
| Aliaksandr Subota | Hink-stap-springen F46 |        |        |              |              | 14.00 m PB | Brons  |

Vrouwen
| Naam            | Onderdeel           | Series     | Series | Halve finale | Halve finale | Finale     | Finale |
| Naam            | Onderdeel           | Pres       | Rang   | Pres         | Rang         | Pres       | Rang   |
| --------------- | ------------------- | ---------- | ------ | ------------ | ------------ | ---------- | ------ |
| Anna Kaniuk     | Verspringen F11/12  |            |        |              |              | 5.83 m =PB | Brons  |
| Anna Kaniuk     | 100 meter T12       | 12,97 s    | 2e q   | 13,22 s      | 4e           |            | 11e    |
| Tamara Sivakova | Kogelstoten F11/12  |            |        |              |              | 12.39 m    | 6e     |
| Tamara Sivakova | Discuswerpen F11/12 |            |        |              |              | 37.61 m PB | 5e     |
| Volha Zinkevich | Verspringen F11/12  |            |        |              |              | 5.52 m     | 7e     |
| Volha Zinkevich | 100 meter T12       | 12,78 s PB | 2e q   | 12,85 s      | 2e           |            | 7e     |
| Volha Zinkevich | 200 meter T12       | 26,97 s PB | 3e     |              |              |            | 8e     |

### Judo
Mannen
| Naam              | Onderdeel | 1/8                                | Kwartfinale | Halve finale | Herkansing 1e ronde | Herkansing halve finale | Finale | Rang |
| ----------------- | --------- | ---------------------------------- | ----------- | ------------ | ------------------- | ----------------------- | ------ | ---- |
| Aliaksandr Kazlou | -73 kg    | V: 0001 - 111 van JPN H. Takahashi |             |              |                     |                         |        |      |

Vrouwen
| Naam         | Onderdeel | Kwartfinale                     | Halve finale | Herkansing halve finale | Finale | Rang |
| ------------ | --------- | ------------------------------- | ------------ | ----------------------- | ------ | ---- |
| Arina Kachan | -70 kg    | V: 0002 - 0211 van HUN N. Szabo |              |                         |        |      |

### Powerliften
Vrouwen
| Naam            | Onderdeel | Prestatie | Rang |
| --------------- | --------- | --------- | ---- |
| Liudmila Hreben | +82,5 kg  | 125 kg    | 5e   |

### Roeien
| Naam                                                                                          | Onderdeel               | Series  | Series | Herkansing | Herkansing | Finale  | Finale |
| Naam                                                                                          | Onderdeel               | Tijd    | Rang   | Tijd       | Rang       | Tijd    | Rang   |
| --------------------------------------------------------------------------------------------- | ----------------------- | ------- | ------ | ---------- | ---------- | ------- | ------ |
| Liudmila Vauchok                                                                              | Skiff (v)               | 5:40.21 | 1e Q   |            |            | 5:47.54 | Brons  |
| Alena Aliaksandrovich Maksim Miatlou                                                          | Dubbeltwee (mix)        | 4:28.32 | 5e     | 4:38.62    | 5e QB      | 4:36.95 | 11e    |
| Pavel Herasimcyk Aksana Sivitskaya Ruslan Sivitski Larisa Varnoa (Stuurman: Piotr Piatrynich) | Vier met stuurman (mix) | 3:45.44 | 6e     | 3:40.72    | 5e QB      | 3:45.18 | 12e    |

### Rolstoelschermen
Mannen
| Naam                 | Onderdeel          | Groepsfase | 1/8 | Kwartfinale                    | Halve finale                 | Finale                         | Rang |
| -------------------- | ------------------ | --- | --- | ------------------------------ | ---------------------------- | ------------------------------ | ---- |
| Mikalai Bezyazychny  | Floret B-categorie | V: 2 - 5 van RUS M. Yusupov W: 5 - 0 van ARG J. Palavecino V: 1 - 5 van FRA L. Francois V: 4 - 5 van POL P. Czop      |     |                                |                              |                                |      |
| Mikalai Bezyazychny  | Degen B-categorie  | W: 5 - 4 van RUS A. Kurzin W: 5 - 0 van BRA J. Silva Guissone W: 5 - 1 van CAN P. Mainville W: 5 - 2 van POL G. Pluta |     | W: 15 - 10 van RUS A. Kuzyukov | V: 11 - 15 van HKG Tam C. S. | V: 15 - 11 van FRA A. Latreche | 4e   |
| Martyn Kavalenia     | Degen A-categorie  | V: 2 - 5 van POL R. Stanczuk V: 3 - 5 van FRA R. Noble V: 1 - 5 van CHN Duan Y. V: 4 - 5 van HUN G. Mato              |     |                                |                              |                                |      |
| Viktar Lemiashkevich | Degen B-categorie  | W: 5 - 3 van HKG Chung T. C. V: 1 - 5 van FRA M-A. Cratere V: 3 - 5 van RUS A. Kuzyukov V: 4 - 5 van CHN Hu D.        |     |                                |                              |                                |      |

Vrouwen
| Naam                   | Onderdeel         | Groepsfase | Kwartfinale                   | Halve finale | Finale | Rang |
| ---------------------- | ----------------- | --- | ----------------------------- | ------------ | ------ | ---- |
| Liudmila Lemiashkevich | Degen B-categorie | W: 4 - 5 van POL M. Makowska V: 3 - 1 van UKR T. Pozniak W: 5 - 0 van FRA C. Demaude V: 5 - 4 van HKG Chan Y. C.                           | V: 12 - 15 van HKG Chan Y. C. |              |        |      |
| Alesia Makrytskaya     | Degen B-categorie | V: 3 - 5 van THA S. Jana V: 2 - 5 van GBR J. Moore V: 3 - 5 van RUS L. Vasileva W: 5 - 4 van HUN G. Dani V: 4 - 5 van GER S. Briese-Baetke |                               |              |        |      |

### Wielrennen
Baan
Vrouwen
| Naam                                         | Onderdeel       | Kwalificatie | Kwalificatie | Finale |  |
| Naam                                         | Onderdeel       | Tijd         | Rang         | Finale |  |
| -------------------------------------------- | --------------- | ------------ | ------------ | ------ |  |
| Iryna Fiadotova (Stuurvrouw: Alena Drazdova) | Achtervolging B | 4:01.417     | 10e          |        |  |

Weg
Vrouwen
| Naam                                         | Onderdeel      | Tijd     | Rang |
| -------------------------------------------- | -------------- | -------- | ---- |
| Iryna Fiadotova (Stuurvrouw: Alena Drazdova) | Wegwedstrijd B | DNF      | -    |
| Iryna Fiadotova (Stuurvrouw: Alena Drazdova) | Tijdrit B      | 38:21.40 | 11e  |

### Zwemmen
Mannen
| Naam             | Onderdeel                 | Series       | Series | Finale     | Finale |
| Naam             | Onderdeel                 | Tijd         | Rang   | Tijd       | Rang   |
| ---------------- | ------------------------- | ------------ | ------ | ---------- | ------ |
| Ihar Boki        | 400 meter vrije slag S13  | 4:02.83 q WR | 1e     | 3:58.78 WR | Goud   |
| Ihar Boki        | 100 meter vlinderslag S13 | 57.06 q PR   | 1e     | 55.50 PR   | Goud   |
| Ihar Boki        | 100 meter schoolslag SB13 | 1:11.17 q    | 4e     | 1:08.98    | 7e     |
| Ihar Boki        | 100 meter rugslag S13     | 58.19 q WR   | 1e     | 56.97 WR   | Goud   |
| Ihar Boki        | 200 meter wisselslag SM13 | 2:09.89 q WR | 1e     | 2:06.30 WR | Goud   |
| Ihar Boki        | 50 meter vrije slag S13   | 24.26 q      | 1e     | 24.07      | Zilver |
| Ihar Boki        | 100 meter vrije slag S13  | 52.08 q WR   | 1e     | 51.91 WR   | Goud   |
| Uladzimir Izotau | 100 meter schoolslag SB12 | 1:07.72 q    | 1e     | 1:07.28    | Zilver |
| Uladzimir Izotau | 50 meter vrije slag S12   | 25.42 q      | 3e     | 24.99      | 5e     |
| Uladzimir Izotau | 100 meter vlinderslag S12 | 1:02.89      | 5e     |            | 9e     |
| Yury Rudzenok    | 100 meter vlinderslag S12 | 1:08.25      | 7e     |            | 14e    |
| Yury Rudzenok    | 100 meter schoolslag SB12 | 1:164.64     | 6e     |            | 13e    |
| Dzmitry Salei    | 50 meter vrije slag S13   | 24.33 q      | 1e     | 24.30      | 5e     |
| Dzmitry Salei    | 100 meter vrije slag S13  | 53.78 q      | 3e     | 53.76      | 6e     |
| Dzmitry Salei    | 100 meter vlinderslag S13 | 58.27 q      | 3e     | 58.47      | 5e     |
| Dzmitry Salei    | 100 meter schoolslag SB13 | 1:10.09 q    | 3e     | 1:07.54    | 4e     |
| Dzmitry Salei    | 200 meter wisselslag SM13 | 2:16.00 q    | 3e     | 2:14.96    | 5e     |

Vrouwen
| Naam                | Onderdeel                | Series    | Series | Finale  | Finale |
| Naam                | Onderdeel                | Tijd      | Rang   | Tijd    | Rang   |
| ------------------- | ------------------------ | --------- | ------ | ------- | ------ |
| Maryia Charniatsova | 50 meter vrije slag S13  | 30.63     | 7e     |         | 13e    |
| Maryia Charniatsova | 100 meter vrije slag S13 | 1:10.56   | 8e     |         | 14e    |
| Natalia Shavel      | 50 meter vlinderslag S5  | 47.01 q   | 2e     | 46.64   | 4e     |
| Natalia Shavel      | 100 meter schoolslag SB4 | 2:04.55 q | 3e     | 2:00.03 | 5e     |
| Natalia Shavel      | 200 meter wisselslag SM5 | 3:43.37 q | 3e     | 3:42.27 | 5e     |

Afghanistan · Albanië · Algerije · Amerikaanse Maagdeneilanden · Andorra · Angola · Antigua en Barbuda · Argentinië · Armenië · Australië · Azerbeidzjan · Bahrein · Barbados · België · Belize · Benin · Bermuda · Bolivia · Bosnië en Herzegovina · Brazilië · Britse Maagdeneilanden · Brunei · Bulgarije · Burkina Faso · Burundi · Cambodja · Canada · Centraal-Afrikaanse Republiek · Chili · China · Chinees Taipei · Colombia · Comoren · Congo-Brazzaville · Congo-Kinshasa · Cookeilanden · Costa Rica · Cuba · Cyprus · Denemarken · Djibouti · Dominica · Dominicaanse Republiek · Duitsland · Ecuador · Egypte · El Salvador · Equatoriaal-Guinea · Eritrea · Estland · Ethiopië · Faeröer · Fiji · Filipijnen · Finland · Frankrijk · Gabon · Gambia · Georgië · Ghana · Grenada · Griekenland · Groot-Brittannië · Guam · Guatemala · Guinee · Guinee‑Bissau · Guyana · Haïti · Honduras · Hongarije · Hongkong · Ierland · IJsland · India · Indonesië · Irak · Iran · Israël · Italië · Ivoorkust · Jamaica · Japan · Jemen · Jordanië · Kaaimaneilanden · Kaapverdië · Kameroen · Kazachstan · Kenia · Kirgizië · Kiribati · Koeweit · Kroatië · Laos · Lesotho · Letland · Libanon · Liberia · Libië · Liechtenstein · Litouwen · Luxemburg · Macau · Macedonië · Madagaskar · Maldiven · Maleisië · Mali · Malta · Marshalleilanden · Marokko · Mauritanië · Mauritius · Mexico · Micronesia · Moldavië · Monaco · Mongolië · Montenegro · Mozambique · Myanmar · Namibië · Nauru · Nederland · Nepal · Nicaragua · Nieuw-Zeeland · Niger · Nigeria · Noord-Korea · Noorwegen · Oeganda · Oekraïne · Oezbekistan · Oman · Oostenrijk · Oost-Timor · Pakistan · Palau · Palestina · Panama · Papoea-Nieuw-Guinea · Paraguay · Peru · Polen · Portugal · Puerto Rico · Qatar · Roemenië · Rusland · Rwanda · Saint Kitts en Nevis · Saint Lucia · Saint Vincent en Grenadines · Salomonseilanden · Samoa · San Marino · Saoedi-Arabië · Senegal · Servië · Seychellen · Sierra Leone · Singapore · Slovenië · Slowakije · Soedan · Somalië · Spanje · Sri Lanka · Suriname · Swaziland · Syrië · Tadzjikistan · Tanzania · Thailand · Togo · Tonga · Trinidad en Tobago · Tsjaad · Tsjechië · Tunesië · Turkije · Turkmenistan · Tuvalu · Uruguay · Vanuatu · Venezuela · Verenigde Arabische Emiraten · Verenigde Staten · Vietnam · Wit-Rusland · Zambia · Zimbabwe · Zuid-Afrika · Zuid-Korea · Zweden · Zwitserland
Niet deelgenomen: Botswana · Malawi